# Schroon River
Der Schroon River ist ein linker Nebenfluss des oberen Hudson River im US-Bundesstaat New York.
Der Schroon River entsteht am Zusammenfluss seiner beiden Quellbäche Crowfoot Brook und New Pond Brook im Osten der Adirondack Mountains. Er fließt über seine gesamte Strecke in überwiegend südlicher Richtung. Die Interstate 87 (Adirondack Northway) verläuft entlang dem Fluss. Bei Schroon Lake mündet der Schroon River in den gleichnamigen See. Bei Pottersville am südlichen Seeende verlässt er diesen wieder. Der Schroon River verläuft etwa 6 km westlich des Lake George.
Er durchfließt schließlich die Kleinstadt Warrensburg und mündet kurz darauf südwestlich der Stadt linksseitig in den Oberlauf des Hudson River. Die Flusslänge des Schroon River beträgt 109 km. Das Einzugsgebiet umfasst etwa 1500 km². 

## Wasserkraftanlagen
Kurz vor der Mündung unterhalb von Warrensburg betreibt Boralex seit 1988 ein Laufwasserkraftwerk (⊙) mit einer 2,9 MW-Turbine. Die Fallhöhe beträgt 8,23 m. Die Ausbauwassermenge liegt bei 43,8 m³/s.